# Sixtinus Amama
Sixtinus (ab) Amama (Franeker, 13 oktober 1593 - aldaar, 9 november 1629) was een Nederlands hoogleraar Oosterse talen. Hij was een groot kenner van het Hebreeuws en zette zich in een voor een goede vertaling van de Bijbel in het Nederlands. Hij werd echter niet betrokken bij de Statenvertaling.

## Levensloop
Sixtinus' vader Johannes ab Amama was verschillende keren burgemeester van Franeker. Hij studeerde vanaf 1610 Oosterse talen bij Johannes Drusius aan de universiteit in zijn geboortestad. Hij woonde bij Drusius in huis en werd door hem opgeleid om zijn opvolger te worden. In 1614 studeerde hij Arabisch in Leiden en vanaf 1615 volgde hij colleges aan de Universiteit van Oxford. Een jaar later moest hij terugkeren naar Franeker om de overleden Drusius op te volgen als hoogleraar Oosterse talen. Hij werd eerst benoemd als buitengewoon hoogleraar en in 1618 als gewoon hoogleraar. Als leerling van Drusius werd ook hij verdacht van onrechtzinnigheid maar hij kon die verdenking wegnemen. Wel gaf hij nog een aantal teksten van zijn leermeester uit.
Als hoogleraar raakte Amama betrokken bij de conflicten tussen de theologen Johannes Maccovius en Sibrandus Lubbertus. Hij koos hierin de zijde van de laatste, wiens lijkrede hij ook hield in 1625. Samen met de andere hoogleraren theologie, de puritein Guilielmus Amesius en de op zijn eigen advies benoemde Meinardus Schotanus, hield hij tegenover Maccovius, op wie hij in 1614 nog een Latijns lofdicht had geschreven, vast aan een streng toezicht op de studenten. Dit past bij zijn sympathie voor het werk van Willem Teellinck, een van de grondleggers van de beweging van de Nadere Reformatie. In 1626 werd Amama benoemd tot bibliothecaris, nadat hij een benoeming tot hoogleraar aan de Leidse universiteit had afgeslagen. Dit betekende een aanzienlijke verhoging van zijn tractement. Desondanks liet Amama, die al langer een slechte gezondheid had, bij zijn overlijden in 1629 zijn gezin in relatieve armoede achter.
Amama's opvolger werd Bernardus Fullenius sr.. Als bibliothecaris werd hij opgevolgd door Meinardus Schotanus. Tot zijn leerlingen behoorden de latere hoogleraren theologie Johannes Coccejus en Carolus de Maets.

## Studie van het Hebreeuws
Amama was van mening dat predikanten een goede kennis van de grondtalen van de Bijbel dienden te hebben. In 1624 publiceerde hij hierover een Cort vertoogh. In hetzelfde jaar stelden de Provinciale Staten van Friesland die kennis verplicht voor alle proponenten. Ter ondersteuning van zijn onderwijs bewerkte hij niet alleen de bestaande Latijnstalige grammatica van het Hebreeuws van Petrus Martinius en Johannes Buxtorf, maar gaf hij ook in het Nederlands een grammatica van het Hebreeuws en een Hebreeuws woordenboek uit.
Van groot belang vond Amama dat er een zuivere vertaling van de Bijbel in het Nederlands kwam. In 1623 behandelde hij in zijn omvangrijke Bybelsche conferentie de vele fouten in de Deux-Aesbijbel, een vertaling die uitging van de Duitse vertaling door Maarten Luther. In 1625 gaf hij een eigen Bijbelvertaling uit die was samengesteld uit de vertalingen van Petrus Hackius (het Oude Testament) en Hermannus Faukelius (het Nieuwe Testament). Amama voegde aan het Oude Testament in de marge zijn eigen vertalingen toe. Deze uitgave beleefde twee herdrukken, totdat zij in 1637 werd vervangen door de Statenvertaling. Amama was  niet opgenomen onder de theologen die in opdracht van de Staten-Generaal de Bijbel in het Nederlands moesten vertalen. Mogelijk speelde de oude verdenking van onrechtzinnigheid hierbij nog een rol.
Amama hield zich echter niet alleen bezig met de Nederlandse vertaling van de Bijbel. In 1620 publiceerde hij een kritiek op de Vulgaat, die een reactie opriep van de bekende Franse geleerde Marin Mersenne. Hierop reageerde Amama in 1627 met een openbare brief aan Mersenne, terwijl hij zijn kritiek op de Vulgaat verder uitwerkte in het in 1628 verschenen Anti-Barbarus Biblicus.

## Voornaamste publicaties
- Censvra Vvlgatae atque à Tridentinis canonizatæ versionis quinque librorum Mosis (Franeker: Frederik Heyns, 1620)
- Bybelsche conferentie in welcke de Nederlandtsche oversettinghe des Bybels, die eertĳts uyt de Hoogduytsche Lutheri int Nederlantsch ghestelt, ende tot noch toe in de Nederl. Kercken ghebruyckt is, van capittel tot capittel aen de Hebreusche waerheyt beproeft ende met de beste oversettinghen vergheleken wort (Amsterdam: Jan Jansz, 1623)
- Cort vertoogh, waer inne alle ghetrouwe Dienaers ende Opsienders der Ghereformeerde Ghemeynten van Vrieslant worden ghebeden, omme de behulpelĳcke handt te bieden tot de hoochnoodige opweckinghe der vervallende studien der heylighe Talen, in welcke de H. Schriftuyre oorrspronckelyck gheschreven is (Franeker: Feddrick Heyns, 1624)
- Biblia: dat is, De gantsche Heylighe Schriftuere ... (Amsterdam: Hendrick Laurensz, 1625; herdrukken in 1630 en 1632)
- De Hebreusche grammatica ofte taal-konst : met verscheydene regulen dienstigh tot grondigh verstand des ouden en nieuwen Testaments, ende verklaringhe van vele duystere plaatsen (Amsterdam: Hendrick Laurensz, 1627)
- Ebreusch woord-boek. Tot dienste der leergierighe Nederlanders in't Nederlandtsch ghestelt  om by de Ebreusche taalkonst te voeghen (Franeker: Ulderick Balck, 1628)
- Anti-barbarus biblicus in VI libros distributus, quorum primus ostendit VII. Fontes omnis Barbariei quae superioribus seculis sacras literas foedavit. Reliqui V non solum exhibent centurias aliquot crassissimorum errorum, qui circa particularium locurum interpretationem ex istis fontibus emanarunt, sed et compluribus locis Scripturae facem allucent (Franeker: Feddrick Heyns/Amsterdam: Hendrick Laurensz, 1628)